# Albert Broschek (Rennfahrer)
Albert Ernst Broschek (* 30. Oktober 1906; † 7. Januar 1953) war ein deutscher Automobilrennfahrer und Verleger.

## Werdegang
Broschek, Sohn des Hamburger Verlegers Albert Vincent Broschek, war Ende der 1920er- und Anfang der 1930er-Jahre im internationalen Motorsport aktiv. Während seiner aktiven Zeit wird Köln als Wohnort angegeben.

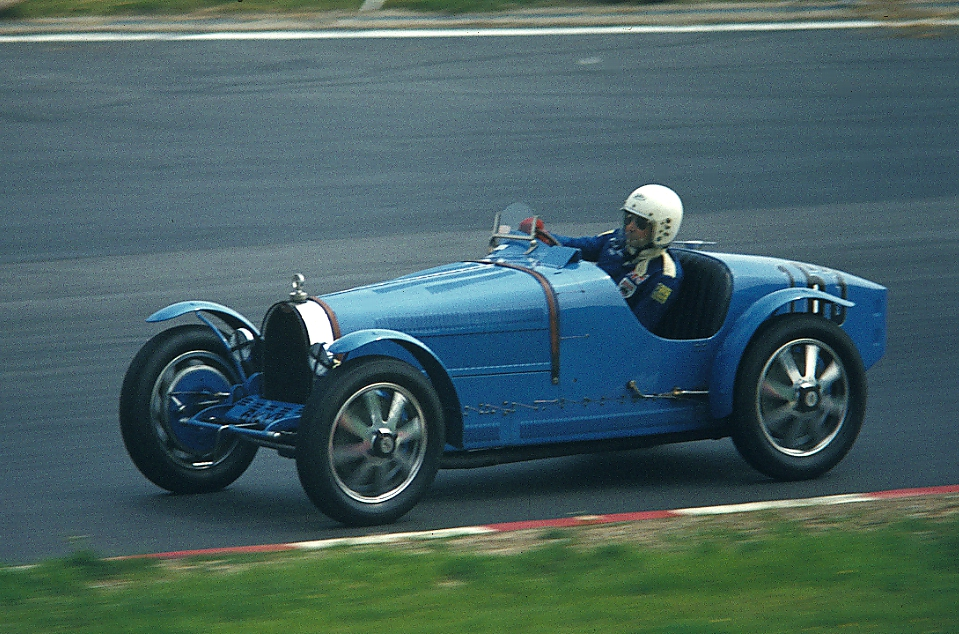
Bugatti T 35 B, hier beim Oldtimer-Grand-Prix 1981 auf dem Nürburgring

Im Jahr 1929 gewann er auf einem Bugatti T 35 B den Grand Prix du Comminges in der Kategorie der Wagen bis 3000 cm³ Hubraum. Beim Gran Premio de San Sebastián in Spanien fiel er auf dem T 35 B aus. Dasselbe Schicksal ereilte ihn beim für Sportwagen ausgeschriebenen Großen Preis von Deutschland auf dem Nürburgring, hier auf einem Amilcar mit kompressorgeladenem 1097-cm³-Sechszylindermotor.
Auf seinem Bugatti T 35 B wurde Broschek weiterhin u. a. 1930 Fünfter beim Eifelrennen auf dem Nürburgring und 1931 Vierter beim erstmals ausgetragenen AVUS-Rennen in  Berlin.
In der Saison 1932 trat Albert Broschek auf einem ehemaligen Werks-Mercedes-Benz SSK an und wurde damit hinter Rudolf Caracciola (Alfa Romeo) Zweiter beim Großen Preis von Lemberg, Fünfter beim Grand Prix de Lorraine und Sechster beim Eifelrennen. Bei der Mille Miglia in Italien, die er zusammen mit Wilhelm Sebastian bestritt, musste er mit Kupplungsschaden aufgeben. Bei der Coppa Acerbo auf dem Circuito di Pescara an der Adriaküste kam er ebenfalls nicht in die Wertung.
Albert Broschek war Teilhaber des von seinem Vater gegründeten Verlags Broschek & Co.
Nach dem Tod des Vaters im Jahr 1925 führte sein Bruder Kurt Rudolf bis zur Enteignung durch die Nationalsozialisten im Jahr 1936 den Verlag. Im selben Jahr übernahm Broschek das Gut Ettenhausen im Bonner Ortsteil Hoholz. Er starb im Jahr 1953 im Alter von 46 Jahren.